# Chaoilta lutea
Chaoilta lutea är en stekelart som beskrevs av Cameron 1905. Chaoilta lutea ingår i släktet Chaoilta och familjen bracksteklar. Inga underarter finns listade i Catalogue of Life.